# Planet of the Spiders
A Planet of the Spiders a Doctor Who sorozat hetvennegyedik része, amit 1974. május 4.-e és június 8.-a között vetítettek hat epizódban. Ebben a részben játszotta utoljára Jon Pertwee a Doktort, akit Tom Baker váltotta fel. Valamint ebben a részben jelent meg utoljára Mark Yates aki már itt nem a Unit alkalmazottja, de ebben a részben említik először a regeneráció szót ami itt azt jelenti hogy egy Idő Lord halálos dolog esetén megváltoztatja a testét.

## Történet
A UNIT egykori kapitánya, Mike Yates egy kolostorba hívja Sarah Jane Smith-t, hogy segítsen kifürkészni, miféle titokzatos tibeti szertartásokat művel meditáció ürügyén néhány oda visszavonult ember. A Doktor és a tábornok közben egy parafenomén képességeit vizsgálja, s ehhez felhasználják azt a kék kristályt is, amit a Doktor a Metebelis 3-ról hozott még régebben. Hirtelen furcsa események történnek egy-időben a kolostorban és a Doktor laboratóriumában...
Ezek után a Doktornak el kel mennie a Metebeils 3-ra, hogy Sarah-t megmentse, később vissza kel oda mennie hogy "visszavihesse" a kristályt, és oda adhassa a The Big One-nak nevezett lénynek, a óriáspóknak aki azzal a világegyetemet akarja leigázni. Persze végül a hatalmas pókot elpusztította a kristály hatalma és így a Doktor visszatért azon az áron, hogy regenerálódnia kellett.

## Epizódok listája
| Epizód sorszáma | Bemutató napja  | Hossza | Nézők száma (millió) | Formátum             |
| --------------- | --------------- | ------ | -------------------- | -------------------- |
| 1               | 1974. május 4.  | 24:40  | 10,1                 | Pal 2-s videókazetta |
| 2               | 1974. május 11. | 25:02  | 8,9                  | Pal 2-s videókazetta |
| 3               | 1974. május 18. | 24:58  | 8,8                  | Pal 2-s videókazetta |
| 4               | 1974. május 25. | 23:53  | 8,2                  | Pal 2-s videókazetta |
| 5               | 1974. június 1. | 24:01  | 9,2                  | Pal 2-s videókazetta |
| 6               | 1974. június 8. | 24:43  | 8,9                  | Pal 2-s videókazetta |

## Könyvkiadás
A könyvváltozatát 1975. október 16-án adta ki a Target könyvkiadó.

## Otthoni kiadás
- VHS-en 1991 áprilisában jelent meg két kazettán.
- DVD-n 2011. április 18-án jelent meg.
  - Az 1-es régióban 2011. május 10-én jelent meg.

### Fordítás
- Ez a szócikk részben vagy egészben  a   Planet of the Spiders című angol Wikipédia-szócikk fordításán alapul.  Az eredeti cikk szerkesztőit annak laptörténete sorolja fel. Ez a jelzés csupán a megfogalmazás eredetét és a szerzői jogokat jelzi, nem szolgál a cikkben szereplő információk forrásmegjelöléseként.